# 327 a. C.
El año 327 a. C. fue un año del calendario romano prejuliano. En el Imperio romano se conocía como el Año del Consulado de Léntulo y Filón (o menos frecuentemente, año 427 Ab urbe condita). 

## Acontecimientos
- Alejandro Magno moviliza a su ejército más numeroso (unos 120.000 hombres), acrecentado con contingentes de todos sus nuevos dominios, para su marcha a la India
- Se inicia la segunda guerra samnita entre Roma y los samnitas.

- Datos: Q83109